# 精緻白彫螺
精緻白彫螺（学名：Vanikoro gueriniana）为白彫螺科白彫螺屬下的一个种。